# Макарије I Јерусалимски
Свети Макарије Јерусалимски је хришћански светитељ и патријарх Јерусалима у периоду од 316. до 335. година.
Светог Макарија јерусалимског помиње Свети Атанасије Велики, у једној од својих дискусија против аријанства, где га описује као часног човека, достојног Христове вере.  325. године, света Јелена, мајка Константина Великог, покренула је потрагу за Часниим крстом у Јерусалиму. Патријарх Макарије Јерусалимски је био у њеној пратњи. Након што је Сократ Схоластик стигао у Јерусалим, откриено је место где је Исус Христос бил распет, на брду Голгота. У близини су откривена и три крста, на којима су били распети Исус Христос и двојица разбојника, Димас и Гестас. Да би потврдио аутентичност откривених крстова патријарх Макарије је нареди, да стављају на мртваца редом један по један крст. Када су ставили први и други крст, мртвац је лежао непромењено, а када су ставили трећи крст, покојник је оживео. Исти крст су по том ставили и на једну болесну жену, и жена је оздравила. Тада је патријарх уздигао крст, да га сав народ види, а народ је са сузама запевао: ”Господе помилуј!” Царица Јелена за ту прилику направила ковчег од сребра и у њега положила Часни Крст. 
По наредби Константина Великог, на том месту је играђена црква, и данас позната као Храм Васкрсења Христовог.